# Partula citrina
Partula citrina foi uma espécie de gastrópodes da família Partulidae.
Foi endémica da Polinésia Francesa.